# پروانه و شمشیر
پروانه و شمشیر (به انگلیسی: Butterfly and Sword) که همچنین با عنوان شمشیرباز بزرگ نیز شناخته می‌شود یک فیلم سینمایی هنگ کنگی محصول سال ۱۹۹۳ در ژانر ووشیا به کارگردانی مایکل ماک است.
بازیگران اصلی این فیلم تونی لیانگ، میشل یئو، جیمی لین، جوی وون و دانی ین هستند.

## خلاصه داستان فیلم
دینامو (میشل یئو) یکی از وفاداران به امپراتوری پادشاه و از محافظان آن است و برای نگه داشتن این امپراتوری تلاش می‌کند. در شرایطی که یک گروه انقلابی برای سرنگونی امپراتوری تلاش می‌کند، دینامو به مبارزه با آنان برمی‌خیزد..